# Заставе (албум)
Заставе је петнаести студијски и двадесет први албум групе Парни ваљак. Сниман је у загребачком студију МБ, чији је власник Маријан Бркић, који је компоновао мелодију песме „Мала лаж“ на текст Мери Трошељ и Хусеина Хасанефендића. Хасанефендић је аутор свих осталих песама на албуму. Издање за хрватско тржиште затвара песма „Запјевај“ у трајању од 4:42 минута, док се на албуму који је објавила издавачка кућа „Кошава“, уместо ње, налазе две бонус песме: инструментал „Gitarae Elementarae“ и концертна верзија песме „Ивана“.

## Списак песама
1. „Доста“ – 3:48
2. „Мијењам се“ – 4:30
3. „Заставе“ – 5:10
4. „Сањам“ – 5:11
5. „Романса (сада бих другачије)“ – 4:23
6. „Мала лаж“ – 5:20
7. „Као лутрија“ – 5:35
8. „Када кола крену низбрдо“ – 4:48
9. „У љубав вјерујем“ – 4:02
10. – 1:34
11. „Ивана/Live“ – 4:28

## Обраде
- Заставе[2] - Предај се срце (Индекси)[3]
- У љубав вјерујем[4] - Екскурзија (Cod)[5] - Bangla Desh (Џорџ Харисон)[6]